# Onyang-dong
Onyang-dong (koreanska: 온양동) är en stadsdel i staden Asan i provinsen Södra Chungcheong i den centrala delen av Sydkorea, 90 km söder om huvudstaden Seoul.  Onyang-dong är kommunens enda stadsdel och utgör dess centralort.

## Indelning
Administrativt är Onyang-dong indelat i:
| Namn    | Namn               | Yta km² | Invånare 31 dec 2020 |
| ------- | ------------------ | ------- | -------------------- |
| 온양1동 | Onyang 1(il)-dong  | 1,43    | 9 850                |
| 온양2동 | Onyang 2(i)-dong   | 1,18    | 11 814               |
| 온양3동 | Onyang 3(sam)-dong | 6,28    | 37 485               |
| 온양4동 | Onyang 4(sa)-dong  | 10,04   | 19 764               |
| 온양5동 | Onyang 5(o)-dong   | 12,62   | 22 111               |
| 온양6동 | Onyang 6(yuk)-dong | 10,75   | 29 482               |